# نوكيا لوميا 630
نوكيا لوميا 630 (بالإنجليزية: Nokia Lumia 630)‏ هو هاتف ذكي من نوكيا يعمل بنظام ويندوز فون، تم الكشف عنه في 2 أبريل 2014، تم طرحه في الأسواق في يونيو 2014.

## الخصائص
- نظام التشغيل: ويندوز فون
- الكاميرا الخلفية: 5 ميجابكسل
- الشاشة: 854 × 480
- الوزن: 134 غرام
- المعالج: 1.2 جيجا هرتز رباعي النواة
- الذاكرة: 512 ميغابايت
- التخزين: 8 جيجابايت

## وصلات خارجية
- الموقع الإلكتروني